# Miguel Bellorín Tineo
Miguel Bellorin Tineo (El Salado, Nueva Esparta, Venezuela, 8 de mayo de 1931-Caracas, Venezuela, 22 de marzo de 2003) fue un médico y político venezolano.

## Biografía
Aunque nacido en el estado Nueva Esparta, fue llevado aún siendo muy pequeño por su padre, Lucio Bellorín, a Cabimas, en el estado Zulia, donde pasó su infancia y juventud, a los catorce años se inscribe en Acción Democrática (partido político socialdemócrata venezolano). Al culminar sus estudios básicos se traslada a Caracas para terminar el bachillerato.

## Estudios y posterior exilio
Comenzó su formación como médico en la Universidad Central de Venezuela, hasta 1951, cuando debe dejar sus estudios universitarios debido a las constantes persecuciones, cárcel y torturas a manos de la Seguridad Nacional durante la dictadura de Marcos Pérez Jiménez, razón por la cual se ve obligado a dejar el país con destino a Guayaquil, Ecuador
En su exilio en Ecuador realizó estudios en la Universidad de Guayaquil, donde concluye con honores sus estudios de medicina. Durante su tiempo universitario obtuvo todos los Primeros Premios de la facultad de medicina, a excepción del cuarto año en el cual no se otorgaba el premio debido a que la municipalidad de Guayaquil ofrecía una beca al mejor estudiante, la cual también le fue otorgada.

## Regreso
Una vez restaurada la democracia en Venezuela, regresa al país y se instala en Cabimas, Zulia, donde retoma su carrera política en la base del partido y comienza el ejercicio profesional de medicina, llegando a ocupar la Dirección del Hospital Adolfo D'Empaire de Cabimas. En 1966, es becado para realizar estudios postgrado de seguridad social en el Centro Interamericano de Estudios de Seguridad Social (CIESS, dependencia de la Conferencia interamericana de seguridad social), México. A su regreso al país, en 1967, es nombrado Coordinador de los Servicios Médicos de la Zona Sur Oriental del Instituto Venezolano de los Seguros Sociales (IVSS) en Ciudad Bolívar, cargo que debe abandonar al poco tiempo, ya que ha consecuencia de la división de Acción Democrática, que dio paso al nacimiento del Movimiento Electoral del Pueblo (MEP), es trasladado a Maracaibo, Zulia para ejercer funciones como Secretario General de la Seccional de Acción Democrática en esa entidad. 

## Congresista
En 1968, es electo Diputado al Congreso de la República, representando al estado Zulia, razón por la cual en 1969 se traslada a Caracas, DF, para dar comienzo a su vida parlamentaria, la cual culminaría 15 años después, en 1984. En su paso por el Congreso de la República, siempre formó parte de la Comisión Permanente de Asuntos Sociales, de la cual fue su presidente en varias ocasiones, y de la Comisión Especial del Caso Sierra Nevada. También fue delegado a la Conferencia de la FAO en Roma y a la Asamblea Interparlamentaria Mundial en Londres, Berlin y Lisboa.

## Actividad en la Seguridad Social
Paralelamente a la actividad parlamentaria, también se dedicó a la actividad gremial donde en dos oportunidades fue elegido vicepresidente de la Federación Médica Venezolana (FMV) y delegado a todas sus Asambleas Ordinarias y Extraordinarias. En enero de 1984, fue designado Presidente del IVSS, cargo que ocupó hasta junio de 1986. Durante su presidencia del IVSS también fue designado como presidente de la Organización Iberoamericana de Seguridad Social (OISS), de la cual, posterior a su gestión en el IVSS, también fue su Asesor en Nigeria y Guinea Ecuatorial.
Luego, en julio de 1989, fue designado Embajador Extraordinario y Plenipotenciario de Venezuela ante el gobierno de la República de Ecuador, cargo que ejerció hasta agosto de 1994, cuando regresa a Venezuela. A finales de 1994, es designado como vicepresidente del Instituto de Previsión Social del Parlamentario y presidente de la Comisión de Medicina Vial de la FMV, cargos que ocupó hasta su fallecimiento en marzo de 2003.
Militó en Acción Democrática (AD) desde 1945 hasta su muerte llegando a ser dirigente nacional del partido, ocupó posiciones como Dirigente Estudiantil en la UCV, Secretario General de la Seccional en Zulia, Miembro del Tribunal Disciplinario del Partido, jefe del Comando Regional de Campaña, jefe del Comando Regional de Estrategia de Campaña y Asesor de Estrategia de Campaña.

## Reconocimientos
Fue distinguido con las condecoraciones Andrés Bello, Francisco de Miranda, Gran Cruz de la Guardia Nacional, Estrella de Carabobo del Ejército, José Esteban Gómez del Estado Nueva Esparta y el Gran Cordón de la Orden Libertador en Venezuela; Orden al Mérito en Ecuador y por la OISS en España, entre otras.